# La Teresa, delstaten Mexiko
La Teresa, även Santa Teresa, är en ort i Mexiko, tillhörande kommunen Acambay de Ruíz Castañeda i den västra delen av delstaten Mexiko, i den centrala delen av landet. Orten hade 267 invånare vid folkräkningen 2010.